# Colladonus geminata
Colladonus geminata är en insektsart som beskrevs av Van Duzee 1890. Colladonus geminata ingår i släktet Colladonus och familjen dvärgstritar. Inga underarter finns listade i Catalogue of Life.